# 王尚用
王尚用（15世紀—16世紀），字賢卿，江西吉安府安福縣人，明朝政治人物。

## 生平
正德十一年（1516年），王尚用中舉人，授綿州學正，調任郴州，陞應山知縣，當時正值饑荒，縣民不是餓死就是被迫流徙，他向上級稟報，並寫下文章勸諭富人賑濟，同時計算丁糧省下歲費，揭發寄田飛平均賦稅，並嚴格執行保甲緝拿寇盜，人民因此安定，並立碑紀念。
之後王尚用陞任敘州同知，九年內愛民如子讓人信服，改官都勻、尋甸知府，在尋甸創立書院、革新學宮，和通判蕭時中清丈四畝土地，並請改折稅收便利人民，又纂修當地地方志，官至山東鹽運使。

## 引用
1. 1 2  乾隆《安福縣志》·卷八·選舉：正德十一年丙子科鄉舉……王尚用 山東運使
2. ↑  同治《應山縣志·卷十一·名宦》：王尚用，字賢卿，安福人，由郴學遷焉，至而饑死徙眾，白諸統領，且為文諭富民得金賑之，計丁糧以省歲費、察飛詭以均斂納，申嚴保甲、緝勦寇盜，民獲奠麗焉。碑曰：「其事親也，孝其律己也，廉其莅下也，嚴詩諭士農流布，民間率多感化，沉毅慎重，近歲以來未之有也，宜勒之碣以銘無忘。」
3. ↑  光緒《德安府志·卷十·職官下》：王尚用，字賢卿，安福人，嘉靖時由郴州學正遷應山知縣，至適歲饑，死徙者眾，遂白諸統領，且諭富民湊金賑之，省歲費、察飛詭，申嚴保甲、緝勦寇盜，民獲奠麗焉。 《應山縣志》
4. ↑  道光《宜賓縣志·卷三十七·政績》：王尚用 安福人，嘉靖間同知，修職愛民上下信服，歷任九年始終一致。
5. ↑  嘉慶《重修一統志·卷四百八十四·曲靖府》：王尚用 安福人，嘉靖間授尋甸知府，剏書院新學宮，平賦養孤，能以德化，與通判蕭時中清丈四畝，除浮荒請改折，至今便之。
6. ↑  《千頃堂書目·卷八》：地理類下……王尚用《尋甸府志》 嘉靖間修